# 埃爾金 (愛荷華州)
埃爾金（英語：Elgin）是一個位於美國愛荷華州費耶特縣的城市。

## 地理
埃爾金的座標為42°57′21″N 91°38′11″W / 42.95583°N 91.63639°W，而該地的平均海拔高度為246米（即807英尺）。

## 人口
根據2010年美國人口普查的數據，埃爾金的面積為1.71平方千米，當中陸地面積為1.71平方千米，而水域面積為0.00平方千米。當地共有人口683人，而人口密度為每平方千米399人。